# Егунов, Александр Николаевич
Алекса́ндр Никола́евич Егуно́в (6 [18] октября 1824, Хотин, Бессарабская область — 15 [27] марта 1897, Санкт-Петербург) — русский экономист и статистик. Действительный статский советник.

## Биография
Родился в семье заседателя Хотинского земского суда Николая Андреевича Егунова. Отец из-за своего неуживчивого нрава был неудачлив в статской службе, часто переезжал и закончил свою карьеру на должности Ясского земского начальника, так и не поднявшись выше чина губернского секретаря. Мать, Юлия Антоновна Вирановская происходила из дворянской фамилии. Она взяла на себя домашнее воспитание сына, не доверив это деликатное дело отцу.
В 1841 году с отличием окончил Кишинёвскую мужскую гимназию. По окончании гимназии поступил в Ришельевский лицей, откуда перешёл на юридический факультет Императорского Московского университета — на всё время учебного курса бессарабское дворянство назначило ему стипендию.
В 1848 году окончил курс в Московском университете со степенью кандидата прав. По существовавшему тогда положению, Егунов должен был вернуться в Бессарабию, чтобы отработать в местных присутственных местах дворянскую стипендию. Но в июле того же года директор Московского Главного архива министерства иностранных дел князь М. А. Оболенский обратился к предводителю бессарабского дворянства Ивану Михайловичу Стурдзе с просьбой разрешить Егунову отслужить положенные шесть лет вместо Новороссийского края в Москве. Разрешение было получено и он остался в Москве.
Уже в 8 и 9 номерах журнала «Современник» за 1848 год Егунов опубликовал свою первую научную работу «Взгляд на торговлю древнейшей Руси» — об истории торгового пути варягов на Константинополь через поселения юго-западных племен угличей и тиверцев — в которой выразил сомнения в цветущем состоянии древнерусской торговли. Вскоре после появления статьи Егунов был приглашён уже в Санкт-Петербург. Начальник городских отделений Хозяйственного департамента МВД Н. А. Милютин имел с ним длительную беседу и уговорил его заняться аналитическими обзорами поступавших в департамент из провинции статистических сведений — «Обзор действий департамента сельского хозяйства в течение 5 лет, с 1844 по 1849» был напечатан в 1850 году. В это же время появился «Всеподданнейший отчет министра внутренних дел за первое 25-летие царствования императора Николая I» — Егунов был одним из ведущих его исполнителей.
В эти годы Егунов сотрудничал с Н. А. Некрасовым, подготавливая для «Современника» библиографические обзоры, редактировал тексты.
В 1861 году с целью реформирования Бессарабского статистического комитета, учреждённого еще в 1835 году, он был направлен в Кишинёв. На первом заседании комитета 5 февраля 1862 года Егунов был избран управляющим комитетскими делами. Комитетом были выпущены три тома «Записок Бессарабского областного статистического комитета» (1864, 1867 и 1868). Они представляли из себя ценный источник фактических материалов, характеризующих состояние промышленности и сельского хозяйства Бессарабии в пореформенный период, публиковали статистические сведения о монастырских, вотчинных и крестьянских землях, о болгарских и немецких колониях в Бессарабии, о государственных крестьянах и др.
С должности управляющего делами Бессарабского статистического комитета Егунов был уволен, по его собственной просьбе, 6 мая 1880 года.
Перебравшись в Санкт-Петербург, он занял должность чиновника особых поручений в Министерстве государственных имуществ и земледелия. Исследовал кустарную промышленность Кавказского края, крестьянские хозяйства Пермской и Вятской губерний, маслоделательные артели Тобольской, Владимирской и Вологодской губерний.
В 1888 году он был избран товарищем председателя отделения политической экономии и сельскохозяйственной статистики Императорского Вольного экономического общества.
Умер 15 (27) марта 1897 года после непродолжительной болезни (грипп и воспаление легких). Был похоронен на Никольском кладбище Александро-Невской лавры (вместе с женой Юлией Осиповной, умершей 27 марта 1892 года).